# Jakobs protevangelium

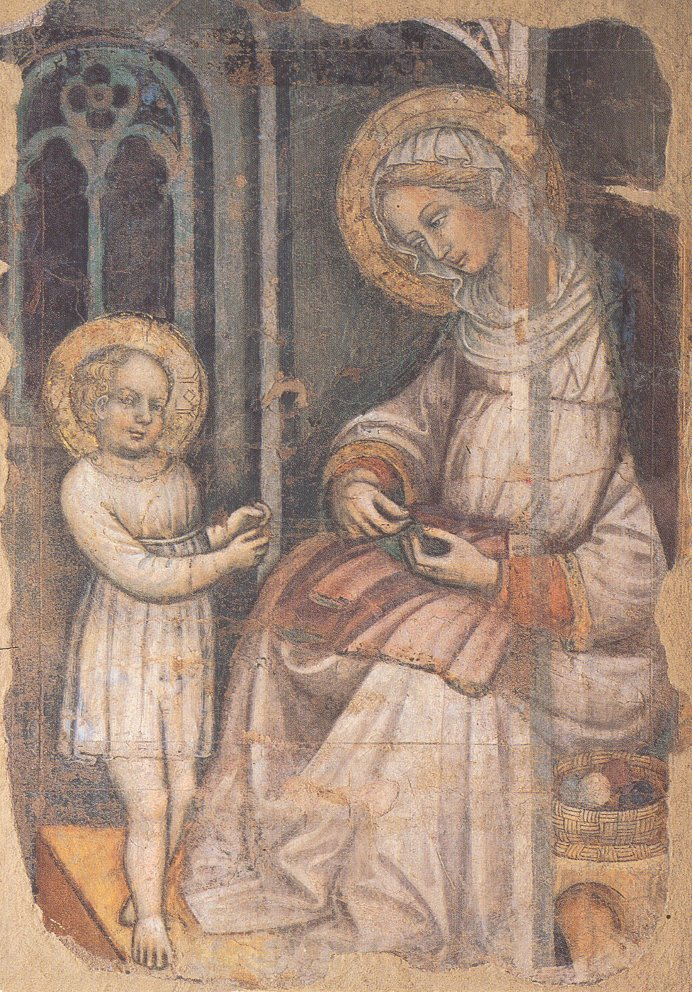
Anna, Marias moder, och Maria som barn. Fresk av Bambino Vispo.

Jakobs protevangelium är en apokryfisk skrift från slutet av 100-talet. Skriften handlar framför allt om Jungfru Marias liv fram till tiden när Jesus är nyfödd, och berättar om hennes jungfrudom och helighet. Namnet Jakob kommer från dess författare, som benämner sig själv med detta namn i texten.

## Författaren
Författaren till texten presenterar sig själv som Jakob, som av Gud fått visheten att skriva sin text. Han befinner sig i Jerusalem. Denne Jakob skall enligt den kristna traditionen ha varit Jesu bror med detta namn som var ledare för urförsamlingen i Jerusalem, och traditionellt ses som författare till Jakobs brev. Historievetenskapligt kan detta antagande inte styrkas.

## Innehåll
Jakobs protevangelium börjar med att berätta om Joakim, Marias far, som här namnges - vilket han inte görs i Nya Testamentet - och uppges vara ättling till Israels tolv stammar; Maria uppges också ha varit av Davids ätt. Han var gift med Anna, men till bådas sorg hade de inte kunnat få några barn. I denna sorg drog sig Joakim undan i öknen där han fastade i fyrtio dagar. Under tiden fick Anna, efter bön till Gud att han skulle göra med henne som med Sara, besök av en ängel som sade åt henne att Gud hade hört hennes bön och att hon skulle få ett barn. En ängel kom med samma budskap till Joakim, och Anna sprang till stadsmurens port för att hälsa honom. Så fick Anna en dotter, och dottern fick namnet Maria.

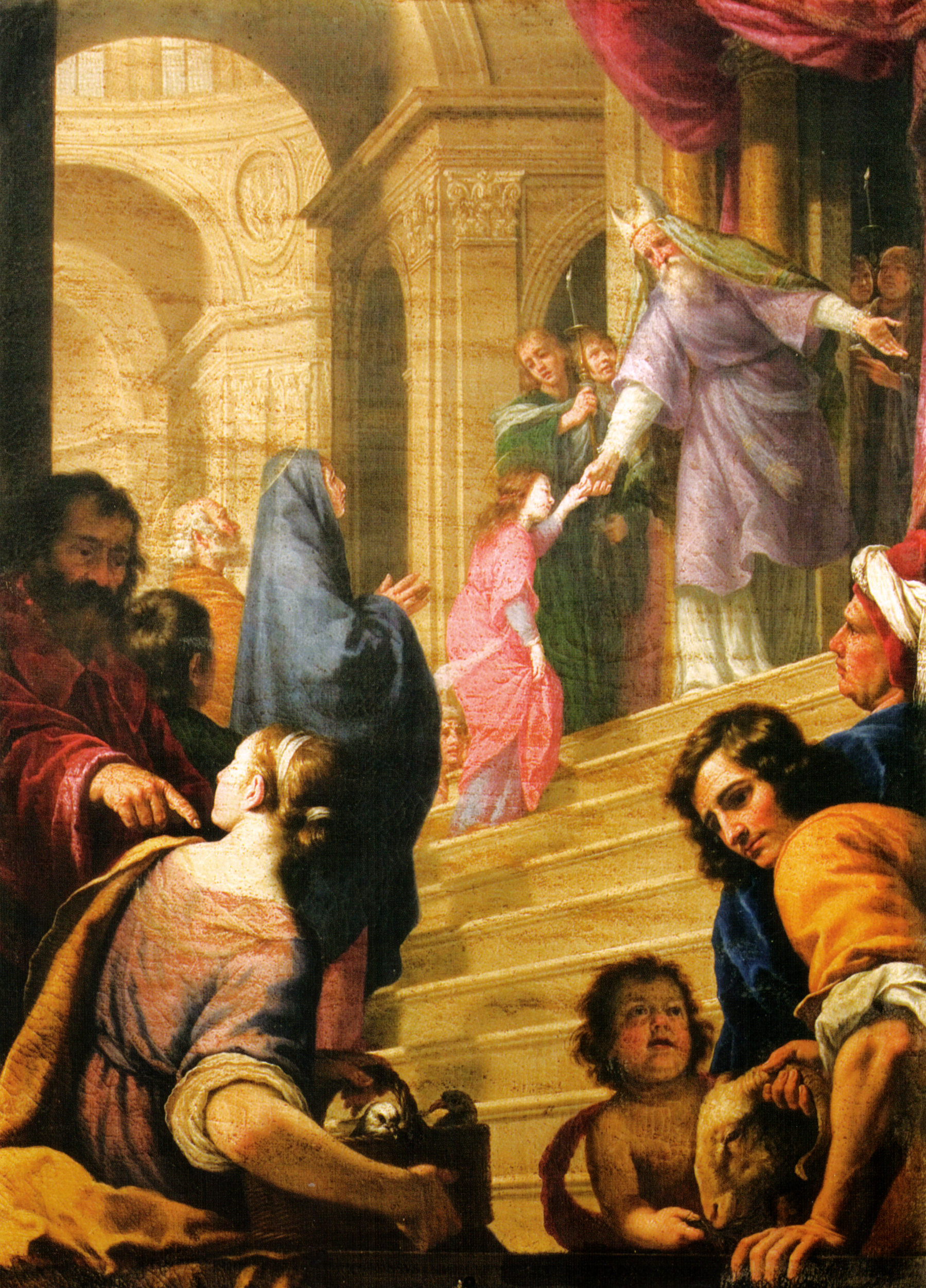
Marie tempelgång, målning av Giovanni Piccirillo.

När Maria var sex månader gammal kunde hon gå. När Anna fick se detta sade hon att Maria inte skulle gå igen och att inget orent skulle vidröra henne, förrän hon tagits till Jerusalems tempel. På hennes ettårsdag välsignades hon av en präst. Löftet att ta henne till templet infriade föräldrarna när Maria var tre år, då hon frambars till templet.
Maria levde i Jerusalems tempel tills hon var omkring tolv år. Vid den åldern beslöt prästen Sakarias vid templet att de skulle fråga Gud vad de skulle göra med Maria. En ängel sade då till honom att prästerna skulle finna en änkling till man åt henne. Valet föll på Josef från Nasaret genom att en duva flög ut ur hans stav, vilket de såg som ett tecken. Han hade redan barn från tidigare äktenskap. Under trolovningen uppenbarade sig ärkeängeln Gabriel för Maria och berättade att hon skulle föda en son hon skulle kalla Jesus. Hon besökte då sin släkting Elisabeth, som också väntade barn, Johannes döparen. Vid denna tid var Maria sexton år. När Josef fick se Maria nästa gång var hon i sjätte månaden, och han grämde sig över att han inte vakat över henne bättre så att hon blivit gravid, men en ängel talade till honom i en dröm och sade att han skulle ta hand om barnet och Maria.
Ifrån kejsar Augustus utgick bud att alla från Betlehem skulle bokföras. Josef var tvungen att bege sig dit, och tog sin trolovade med sig. De slog läger i en grotta, där Jesus föddes. Innan de hann till Betlehem, möttes de av mager som hade följt en stjärna för att möta den nyfödde konungen. Herodes fick höra om födelsen, och lät döda alla gossebarn.

## Religiös betydelse
Protevangeliet räknas till Nya testamentets apokryfer och är översatt i Apokryferna till Nya testamentet 1972. 
Evangeliet har gett stoff till Jesu barndomsbok, en folkbok som utgetts i ett tjugotal svenska upplagor, den första 1776. Thomas barndomsevangelium, som är en äldre version av berättelserna, utgavs på svenska redan 1515, och de har haft stor betydelse som inspiration för äldre konst och litteratur.
I Romersk-katolska kyrkan och Ortodoxa kyrkor firas händelser som återgivs i denna källa, såsom Jungfru Marie födelse (8 september) och Den saliga Jungfrun Marias tempelgång (21 november). Detta betyder inte att kyrkan baserar dessa högtider på Jakobs protevangelium eller tillskriver det någon signifikans utan visar snarare på det motsatta förhållandet att Jakobs protevangelium baserar en del av sin text på muntlig och liturgisk tradition bevarad inom den tidiga kyrkan.